# روغن زرد دی‌ای
روغن زرد دی‌ای (به انگلیسی: Oil Yellow DE) یک ترکیب شیمیایی با شناسه پاب‌کم ۱۷۲۰۴ است. و جرم مولی آن g/mol می‌باشد. 